# 나루코정
나루코정(鳴子町)은 1921년부터 2006년까지 일본 미야기현 북부 다마쓰쿠리군에 있던 정이다. 현재는 오사키시의 일부이다

## 역사
- 1889년 4월 1일 - 정촌제 시행과 함께 다마쓰쿠리군 온센촌이 성립하였다.
- 1921년 4월 20일 - 온센촌이 폐지됨에 따라 이전의 나루코촌을 정으로 승격해 부활하였다. 또한 부분은 가와타비촌이 되었다.
- 1954년 4월 1일 - 가와타비촌, 오니코베촌과 합병해 새로운 나루코정이 되었다.
- 2006년 3월 31일 - 후루카와시, 가시마다이정, 산본기정, 마쓰야마정, 다지리정과 합병해 오사키시가 되었다.

## 교통

### 철도
- 동일본 여객철도
  - 리쿠토 선

### 도로
- 국도 47호선
- 국도 108호선